# Фернан Леже
Жозеф Фернан Анри Леже (на френски: Joseph Fernand Henri Léger) е френски художник, скулптор и режисьор. В ранните си творби създава лична форма на кубизма, която с времето става все по-фигуративна.

## Живот и творчество
Фернан Леже е роден на 4 февруари 1881 година в Аржантан, Нормандия, в селско семейство. Следва архитектура в Кан от 1887 до 1899 година и едновременно работи като чертожник. Около 1900 г. се мести в Париж, квартал Монпарнас. След военната си служба през 1902 и 1903 г. посещава курсове в Училището за декоративни изкуства (на френски: École des Arts Décoratifs) и в Академията „Жулиан“ (на френски: Académie Julian) в Париж. Същевременно продължава да работи в архитектурно бюро, ретуширайки фотографии.
След импресионисткото начало („Le jardin de ma mère“, 1905) се присъединява към неформално организираната група „Путо“ („Puteaux“), която може да бъде причислена към обкръжението на кубизма. Сред представителите на кубизма Леже най-много се повлиява от Пабло Пикасо и Жорж Брак.
Излага произведенията си предимно в галерията „Канвайлер“, кръстена на Даниел Енри Канвайлер (Daniel-Henry Kahnweiler) – търговец на изкуството, считан за откривател на Леже.
През 1907 г., също като и много други парижки художници, е силно впечатлен от ретроспектива, посветена на Пол Сезан, която повлиява върху неговото изкуство.
През 1908 г. заедно с Марк Шагал, Анри Лорен и други открива ателие в парижката художническа колония Ла Рюш.
Не споделя стремежа на кубистите по неговото време да бъде създаден един нефигуративен кубизъм. Вместо това Леже налага една визуална, а не интелектуална насоченост на кубизма. Неговата цел не е да изобрази целостта на всеки един обект, а по-скоро се опитва пространствено да разграничи всички обекти.
След участието си във войната 1914 – 1917 г. и почти смъртоносното му нараняване започва неговият, инспириран от военните машини, „механичен период“ (на френски: période mécanique), през който създава експерименталния филм „Механичният балет“ (на френски: Le ballet mécanique). По време на Втора световна война Леже пребивава в САЩ и се връща обратно в Париж едва през 1945 г.
След завръщането си в родината става член на комунистическата партия. По време на този период абстрактността в изкуството му намалява и Леже създава многобройни монументални композиции от фигури, изобразяващи сцени от живота на акробати, строители и шофьори. Историкът на изкуството Шарлота Котик пише, че решителността на Леже да „изобразява обикновения човек, както и да твори, за него е резултат от широко разпространените социалистически теории сред авангардните творци преди и след Втората световна война. Въпреки това социалното съзнание на Леже не е като на ожесточен марксист, а като на страстен хуманист“.
Освен многобройните му картини се отдава най-вече монументално изкуство. Участва в декорацията на сградата на ООН в Ню Йорк и създава редица църковни мозайки и прозорци.
Две години след смъртта на жена си през 1950 г. Леже се жени за втори път за своята студентка Надежда Кадосевич. В последните си години преподава лекции в Берн и създава мозайки и прозорци в Университетскиs град в Каракас. През 1956 г. започва реализацията на мозайков проект за операта в Сао Пауло, но не успява да го довърши преди смъртта си. Фернан Леже умира в своя дом през 1955 г. и е погребан в Жив-сюр-Ивет. В годината на неговата смърт получава художническата награда на биеналето в Сао Пауло.
Фернан Леже умира на 17 август 1955 г. в Жиф сюр Ивет.

## Наследство
Бидейки първия художник, който прави обектите на потребителското общество субекти на своето изкуство, Леже се смята за предшественик на попарта.
Като учител работи с Чарлот Гилбертсон, Майкъл Льов, Беверли Пепер, Чарлоте Ванкел, Надир Афонсо, Асгер Йорн и много други.
През 1952 година две негови стенографии са инсталирани в залата на Генералната Асамблея на ООН.
През 1960 година отваря музей, носещ неговото име (Musée Fernand Léger) в Био, Франция.
Неговата картина „La femme en rouge et vert“ е продадена за 22 407 500 щатски долара през ноември 2003 година.